# Астис, Иньяки
Инья́ки Асти́с Венту́ра (исп. Iñaki Astiz Ventura; 5 ноября 1983, Памплона, Испания) — испанский футболист, защитник клуба «Легия».

## Биография
Иньяки родился в Памплоне и начал заниматься футболом в главной команде провинции Наварра — «Осасуна».
С 2002 года Астис выступал за «Осасуну Б» и был капитаном команды. С 2004 по 2007 год защитник выступал под руководством польского тренера, Яна Урбана. В 2007 году Урбан был назначен главным тренером «Легии». Астис отправился вслед за тренером в Варшаву, защитник был отдан в аренду сроком на 1 год с правом выкупа. Иньяки стал первым испанцем в польском чемпионате.

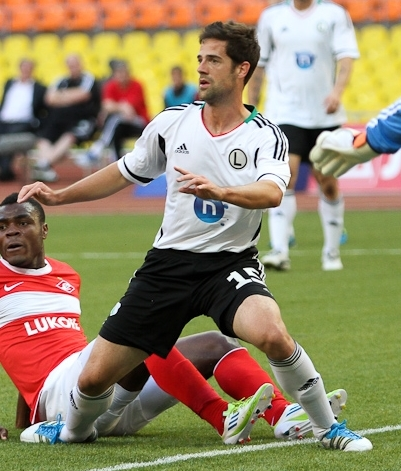
Астис в матче Лиги Европы 2011/12 против московского «Спартака»

За «Легию» Астис дебютировал в матче Кубка Интертото против литовской «Ветры». Игра была прервана в начале второго тайма из-за беспорядков на трибунах, варшавскому клубу было засчитано поражение со счётом 0:3. 29 июля 2007 года Иньяки дебютировал в высшем футбольном дивизионе Польши, выйдя в стартовом составе в матче с «Краковией». 25 августа 2007 года защитник отметился первым забитым голом. По окончании сезона 2007/08 Иньяки, который принял участие в 23 матчах чемпионата Польши, подписал пятилетний контракт с «Легией». Астис также стал обладателем Кубка Польши 2007/08, сыграв в 5 матчах турнира, в том числе и в финале против краковской «Вислы».
В следующем сезоне Иньяки регулярно выходил в стартовом составе варшавян, сыграв 26 матчей и забив 1 гол. В сезоне 2009/10 Астис вновь принял участие в матчах еврокубков, проведя 4 матча в квалификационных раундах Лиге Европы. В следующих двух сезонах испанец дважды выиграл Кубок Польши, сыграл только в 29 матчах чемпионата, являясь игроком замены. В сезоне 2012/13 «Легии» удалось сделать «золотой дубль», выиграв чемпионат и Кубок Польши, Астис провёл 26 игр, принял участие в первом матче финала кубка против «Шлёнска». В матче 14-го тура с хожувским «Рухом» чемпионата испанец первый раз за свой польский этап карьеры был удалён с поля.
26 июня 2013 года защитник продлил свой контракт на два года с возможностью пролонгации ещё на 1 год.
21 июня 2015 года Астис подписал двухлетний контракт с кипрским клубом АПОЭЛ. Дебют защитника состоялся 14 июля в матче квалификационного раунда Лиги чемпионов против македонского «Вардара».

## Достижения
«Легия»
- Чемпион Польши (3): 2012/13, 2013/14, 2017/18
- Обладатель Кубка Польши (5): 2007/08, 2010/11, 2011/12, 2012/13, 2014/15